# Turmhügel Exenbach
Der Turmhügel Exenbach ist eine abgegangene mittelalterliche Turmhügelburg (Motte) am Südostrand von Exenbach, einem Ortsteil der Gemeinde Arnbruck im Landkreis Regen in Bayern. Die Anlage wird als Bodendenkmal unter der Aktennummer D-2-6844-0001 im Bayernatlas als „Mittelalterlicher Turmhügel“ geführt. 

## Beschreibung
Von der ehemaligen Mottenanlage ist noch der drei Meter hoher Turmhügel mit Ringgraben erhalten.